# 盧履冰
卢履冰（?—?），唐朝幽州范阳人，北魏都官尚书卢义僖的五世孙。
开元五年（717年），卢履冰官至右补阙。卢履冰上言：“则天皇后拜洛水受图坛及碑文，称垂拱四年唐同泰得石，文字是‘圣母临人，永昌帝业’之所建。于是改元永昌，置永昌县。现在永昌县废，唐同泰贬官，只有碑文和受图坛依然存在。应该按天枢、颂台之例，不可更留。”唐玄宗令所司毁去，显圣侯庙也被毁拆。卢履冰建言古代父亲在世在母守丧，居丧一年，内心守丧三年。武则天垂拱年间改为请同父亲都是三年，应该改回。当时议论舅、嫂叔服丧之期，他认为唐太宗时就已经确定，不应更改。刑部郎中田再思认为，父亲在为母亲三年守丧三年已经实行很久，不应再变。左散骑常侍元行冲同意卢履冰的意见，议论了好几年，开元七年（719年），唐玄宗下诏：“服纪一用古制。”卢履冰在官任上去世，其子卢元裕、卢正己。卢正己官至刑部尚書，卢正己之子卢翰。